# AMD Instinct
AMD Instinct é a marca de GPUs para data center da AMD. Ela substituiu a marca FirePro S da AMD em 2016. Em comparação com a marca Radeon de produtos convencionais para consumidores/jogadores, a linha de produtos Instinct foi criada para acelerar aplicativos de aprendizado profundo, redes neurais artificiais e computação de alto desempenho / GPGPU.
A linha de produtos AMD Instinct compete diretamente com as linhas de GPU de aprendizado de máquina e placas GPGPU Tesla da Nvidia e Xeon Phi da Intel e Data Center.
A marca era originalmente conhecida como AMD Radeon Instinct, mas a AMD retirou a marca Radeon do nome antes do AMD Instinct MI100 ser lançado em novembro de 2020.
Em junho de 2022, os supercomputadores baseados nas CPUs Epyc e GPUs Instinct da AMD assumiram a liderança na lista Green500 dos supercomputadores mais eficientes em termos de energia, com mais de 50% de vantagem sobre qualquer outro, e ocuparam os 4 primeiros lugares. Um deles, o Frontier baseado em AMD, é desde junho de 2022 e em 2023 o supercomputador mais rápido do mundo na lista TOP500.

## Produtos
| Acelerador | Data de lançamento | Arquitetura | Litografia | Compute Units | Memória | Memória | Memória                 | Suporte PCIe | Fator de forma | Poder de processamento                     | Poder de processamento                     | Poder de processamento | Poder de processamento | Poder de processamento | Poder de processamento | Poder de processamento                 | Poder de processamento | TBP                              |
| Acelerador | Data de lançamento | Arquitetura | Litografia | Compute Units | Tamanho | Tipo    | Largura de banda (GB/s) | Suporte PCIe | Fator de forma | FP16                                       | BF16                                       | FP32                   | Matriz FP32            | Desempenho do FP64     | Matriz FP64            | INT8                                   | INT4                   | TBP                              |
| ---------- | ------------------ | ----------- | ---------- | ------------- | ------- | ------- | ----------------------- | ------------ | -------------- | ------------------------------------------ | ------------------------------------------ | ---------------------- | ---------------------- | ---------------------- | ---------------------- | -------------------------------------- | ---------------------- | -------------------------------- |
| MI6        | 2016-12-12         | GCN 4       | 14 nm      | 36            | 16 GB   | GDDR5   | 224                     | 3.0          | PCIe           | 5.7 TFLOPS                                 | N/A                                        | 5.7 TFLOPS             | N/A                    | 358 GFLOPS             | N/A                    | N/A                                    | N/A                    | 150 W                            |
| MI8        | 2016-12-12         | GCN 3       | 28 nm      | 64            | 4 GB    | HBM     | 512                     | 3.0          | PCIe           | 8.2 TFLOPS                                 | N/A                                        | 8.2 TFLOPS             | N/A                    | 512 GFLOPS             | N/A                    | N/A                                    | N/A                    | 175 W                            |
| MI25       | 2016-12-12         | GCN 5       | 14 nm      | 64            | 16 GB   | HBM2    | 484                     | 3.0          | PCIe           | 26.4 TFLOPS                                | N/A                                        | 12.3 TFLOPS            | N/A                    | 768 GFLOPS             | N/A                    | N/A                                    | N/A                    | 300 W                            |
| MI50       | 2018-11-06         | GCN 5       | 7 nm       | 60            | 16 GB   | HBM2    | 1024                    | 4.0          | PCIe           | 26.5 TFLOPS                                | N/A                                        | 13.3 TFLOPS            | N/A                    | 6.6 TFLOPS             | N/A                    | 53 TOPS                                | N/A                    | 300 W                            |
| MI60       | 2018-11-06         | GCN 5       | 7 nm       | 64            | 32 GB   | HBM2    | 1024                    | 4.0          | PCIe           | 29.5 TFLOPS                                | N/A                                        | 14.7 TFLOPS            | N/A                    | 7.4 TFLOPS             | N/A                    | 59 TOPS                                | N/A                    | 300 W                            |
| MI100      | 2020-11-16         | CDNA        | 7 nm       | 120           | 32 GB   | HBM2    | 1200                    | 4.0          | PCIe           | 184.6 TFLOPS                               | 92.3 TFLOPS                                | 23.1 TFLOPS            | 46.1 TFLOPS            | 11.5 TFLOPS            | N/A                    | 184.6 TOPS                             | N/A                    | 300 W                            |
| MI210      | 2022-03-22         | CDNA 2      | 6 nm       | 104           | 64 GB   | HBM2E   | 1600                    | 4.0          | PCIe           | 181 TFLOPS                                 | 181 TFLOPS                                 | 22.6 TFLOPS            | 45.3 TFLOPS            | 22.6 TFLOPS            | 45.3 TFLOPS            | 181 TOPS                               | 181 TOPS               | 300 W                            |
| MI250      | 2021-11-08         | CDNA 2      | 6 nm       | 208           | 128 GB  | HBM2E   | 3200                    | 4.0          | OAM            | 362.1 TFLOPS                               | 362.1 TFLOPS                               | 45.3 TFLOPS            | 90.5 TFLOPS            | 45.3 TFLOPS            | 90.5 TFLOPS            | 362.1 TOPS                             | 362.1 TOPS             | 560 W                            |
| MI250X     | 2021-11-08         | CDNA 2      | 6 nm       | 220           | 128 GB  | HBM2E   | 3200                    | 4.0          | OAM            | 383 TFLOPS                                 | 383 TFLOPS                                 | 47.92 TFLOPS           | 95.7 TFLOPS            | 47.9 TFLOPS            | 95.7 TFLOPS            | 383 TOPS                               | 383 TOPS               | 560 W                            |
| MI300A     | 2023-12-06         | CDNA 3      | 6 & 5 nm   | 228           | 128 GB  | HBM3    | 5300                    | 5.0          | APU SH5 socket | 980.6 TFLOPS 1961.2 TFLOPS (com Sparsity)  | 980.6 TFLOPS 1961.2 TFLOPS (com Sparsity)  | 122.6 TFLOPS           | 122.6 TFLOPS           | 61.3 TFLOPS            | 122.6 TFLOPS           | 1961.2 TOPS 3922.3 TOPS (com Sparsity) | N/A                    | 550 W 760 W (com liquid cooling) |
| MI300X     | 2023-12-06         | CDNA 3      | 6 & 5 nm   | 304           | 192 GB  | HBM3    | 5300                    | 5.0          | OAM            | 1307.4 TFLOPS 2614.9 TFLOPS (com Sparsity) | 1307.4 TFLOPS 2614.9 TFLOPS (com Sparsity) | 163.4 TFLOPS           | 163.4 TFLOPS           | 81.7 TFLOPS            | 163.4 TFLOPS           | 2614.9 TOPS 5229.8 TOPS (com Sparsity) | N/A                    | 750 W                            |
| MI325X     | 2024-10-10         | CDNA 3      | 6 & 5 nm   | 304           | 256 GB  | HBM3E   | 6000                    | 5.0          | OAM            | 1307.4 TFLOPS 2614.9 TFLOPS (com Sparsity) | 1307.4 TFLOPS 2614.9 TFLOPS (com Sparsity) | 163.4 TFLOPS           | 163.4 TFLOPS           | 81.7 TFLOPS            | 163.4 TFLOPS           | 2614.9 TOPS 5229.8 TOPS (com Sparsity) | N/A                    | 750 W                            |

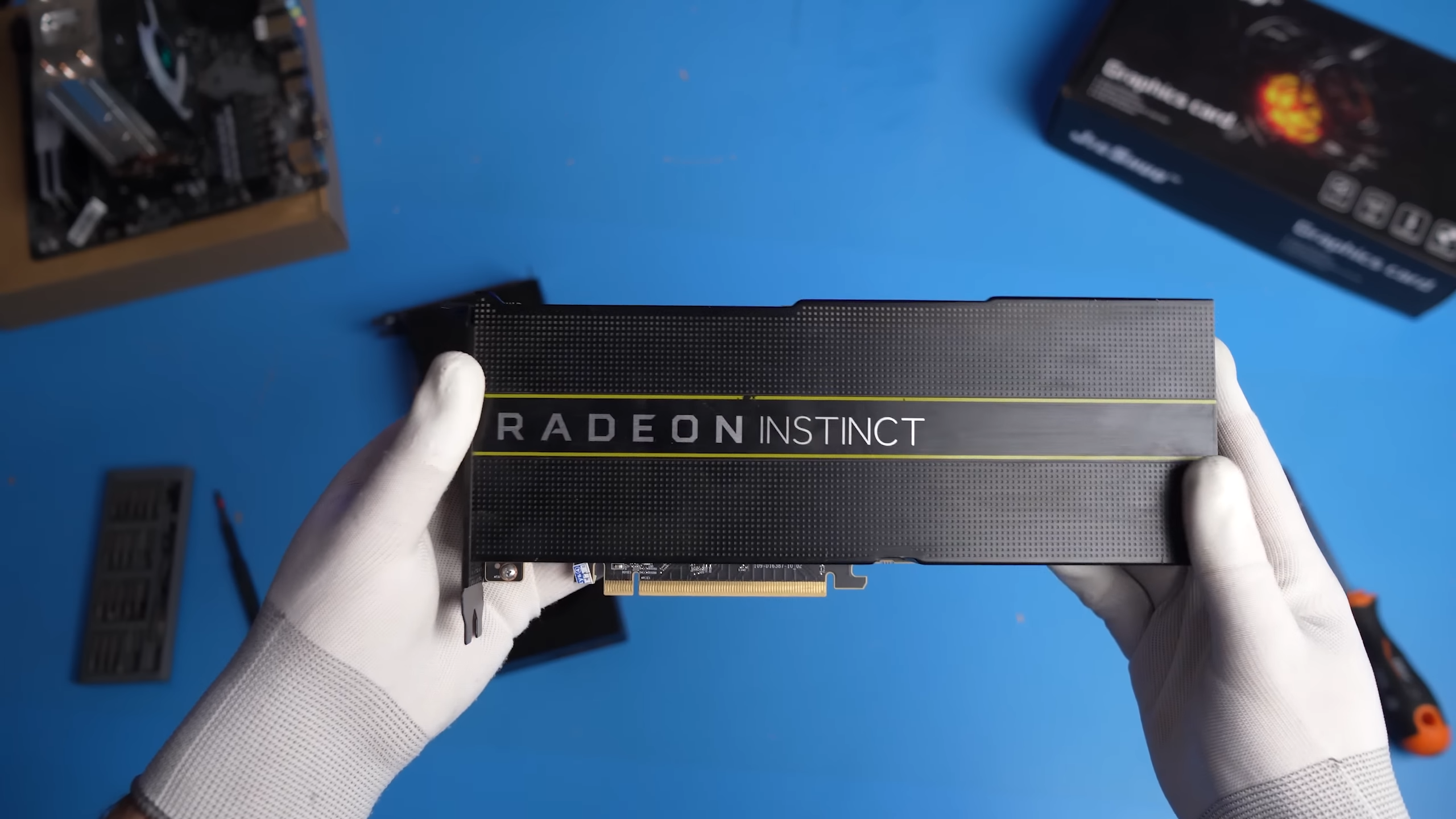
Visão superior de uma placa AMD Radeon Instinct MI50.

Os três produtos Radeon Instinct iniciais foram anunciados em 12 de dezembro de 2016 e lançados em 20 de junho de 2017, cada um baseado em uma arquitetura diferente.

### MI6
O MI6 é uma placa Polaris 10 resfriada passivamente com 16 GB de memória GDDR5 e com um TDP <150 W. Com 5,7 TFLOPS (FP16 e FP32), espera-se que o MI6 seja usado principalmente para inferência, em vez de treinamento de rede neural. O MI6 tem um desempenho de computação de precisão dupla (FP64) de pico de 358 GFLOPS.

### MI8
O MI8 é uma placa baseada em Fiji, análogo ao R9 Nano, com TDP <175W. O MI8 tem 4 GB de memória de alta largura de banda. Com 8,2 TFLOPS (FP16 e FP32), o MI8 é indicado para inferência. O MI8 tem um desempenho de computação de precisão dupla de pico (FP64) de 512 GFLOPS.

### MI25
O MI25 é uma placa baseada em Vega, utilizando memória HBM2. Espera-se que o desempenho do MI25 seja de 12,3 TFLOPS usando números FP32. Ao contrário do MI6 e do MI8, o MI25 é capaz de aumentar o desempenho ao usar números de menor precisão e, portanto, espera-se que alcance 24,6 TFLOPS ao usar números FP16. O MI25 possui TDP <300 W com resfriamento passivo. O MI25 também oferece precisão dupla de pico de 768 GFLOPS (FP64) a uma taxa de 1/16.

### Série MI300

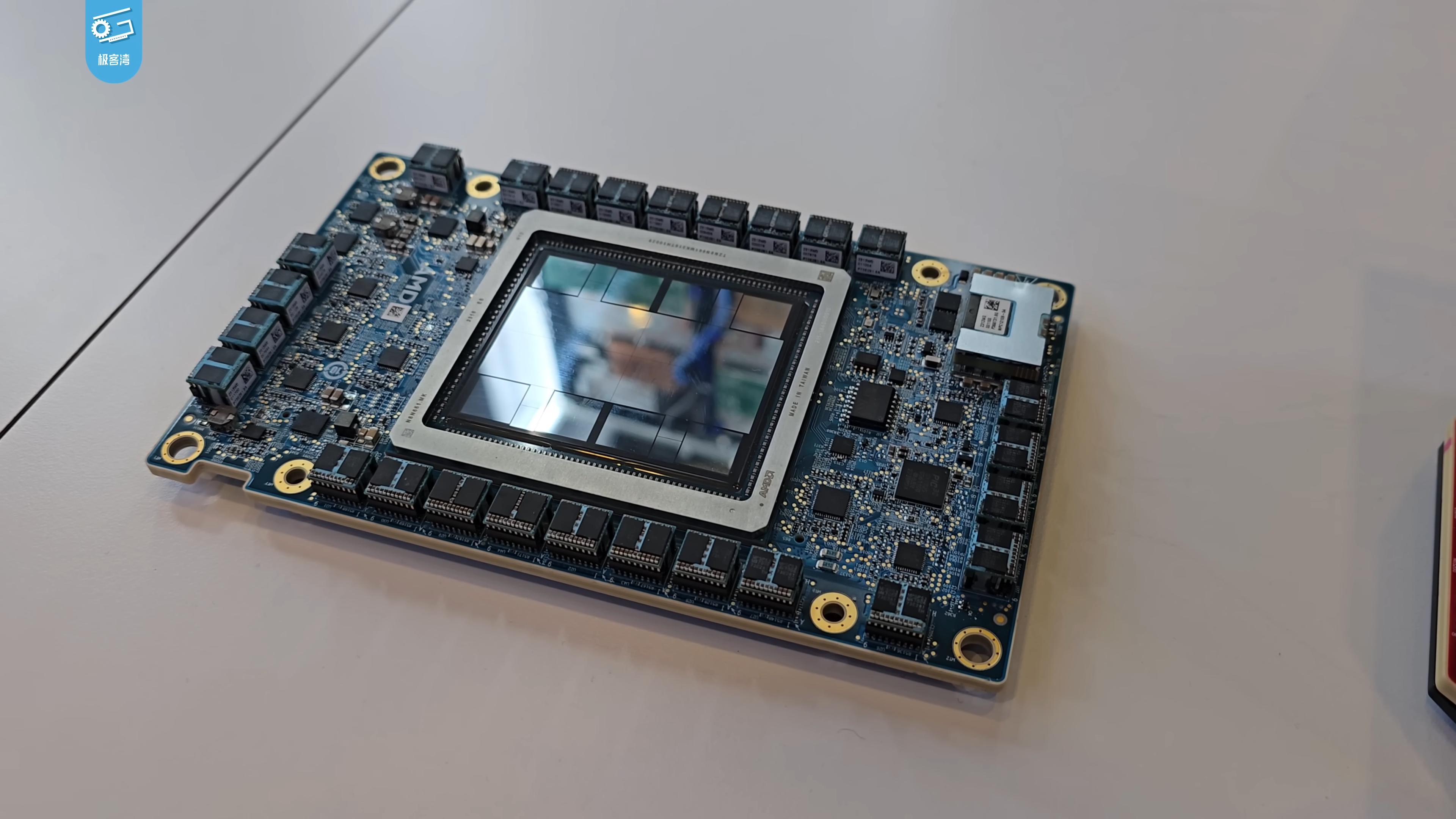
O AMD Instinct MI325X sem cooler

O MI300A e o MI300X são aceleradores de data center que usam a arquitetura CDNA 3, otimizada para cargas de trabalho de computação de alto desempenho (HPC) e inteligência artificial generativa (IA). A arquitetura CDNA 3 apresenta um design de chiplet escalável que aproveita as tecnologias de encapsulamento avançadas da TSMC, como CoWoS (chip-on-wafer-on-substrate) e InFO (fan-out integrado), para combinar vários chiplets em um único interposer. Os chiplets são interconectados pelo Infinity Fabric da AMD, o que permite transferência de dados de alta velocidade e baixa latência entre os chiplets e o sistema host.
O MI300A é uma unidade de processamento acelerado (APU) que integra 24 núcleos de CPU Zen 4 com quatro núcleos de GPU CDNA 3, resultando em um total de 228 CUs na seção de GPU e 128 GB de memória HBM3. Os núcleos da CPU Zen 4 são baseados no nó de processo de 5 nm e suportam o conjunto de instruções x86-64, bem como extensões AVX-512 e BFloat16. Os núcleos da CPU Zen 4 podem executar aplicativos de uso geral e fornecer computação do lado do host para os núcleos da GPU. O MI300A tem um desempenho máximo de 61,3 TFLOPS de FP64 (122,6 TFLOPS de matriz FP64) e 980,6 TFLOPS de FP16 (1961,2 TFLOPS com escassez), bem como 5,3 TB/s de largura de banda de memória. O MI300A suporta interfaces PCIe 5.0 e CXL 2.0, que permitem a comunicação com outros dispositivos e aceleradores em um sistema heterogêneo.
O MI300X é um acelerador de IA generativo dedicado que substitui os núcleos da CPU por núcleos de GPU adicionais e memória HBM, resultando em um total de 304 CUs (64 núcleos por CU) e 192 GB de memória HBM3. O MI300X foi projetado para acelerar aplicações de IA generativa, como processamento de linguagem natural, visão computacional e aprendizado profundo. O MI300X tem um desempenho máximo de 653,7 TFLOPS de TP32 (1307,4 TFLOPS com escassez) e 1307,4 TFLOPS de FP16 (2614,9 TFLOPS com escassez), bem como 5,3 TB/s de largura de banda de memória. O MI300X também suporta interfaces PCIe 5.0 e CXL 2.0, bem como a pilha de software ROCm da AMD, que fornece um modelo de programação unificado e ferramentas para desenvolver e implementar aplicativos de IA generativos em hardware AMD.

## Software

### ROCm
O software a seguir foi, a partir de 2022, reagrupado no metaprojeto Radeon Open Compute.

#### MxGPU
Os produtos MI6, MI8 e MI25 oferecem suporte à tecnologia de virtualização MxGPU da AMD, permitindo o compartilhamento de recursos de GPU entre vários usuários.

#### MIOpen
MIOpen é a biblioteca de aprendizado profundo da AMD para permitir a aceleração de GPU do aprendizado profundo. Grande parte disso estende o software da Iniciativa Boltzmann da GPUOpen. O objetivo é competir com as partes de aprendizado profundo da biblioteca CUDA da Nvidia. Ele suporta as estruturas de aprendizado profundo: Theano, Caffe, TensorFlow, MXNet, Microsoft Cognitive Toolkit, Torch e Chainer. A programação é suportada em OpenCL e Python, além de suportar a compilação de CUDA por meio da Interface de computação heterogênea para portabilidade e do compilador de computação heterogênea da AMD.

## Tabela de chipsets

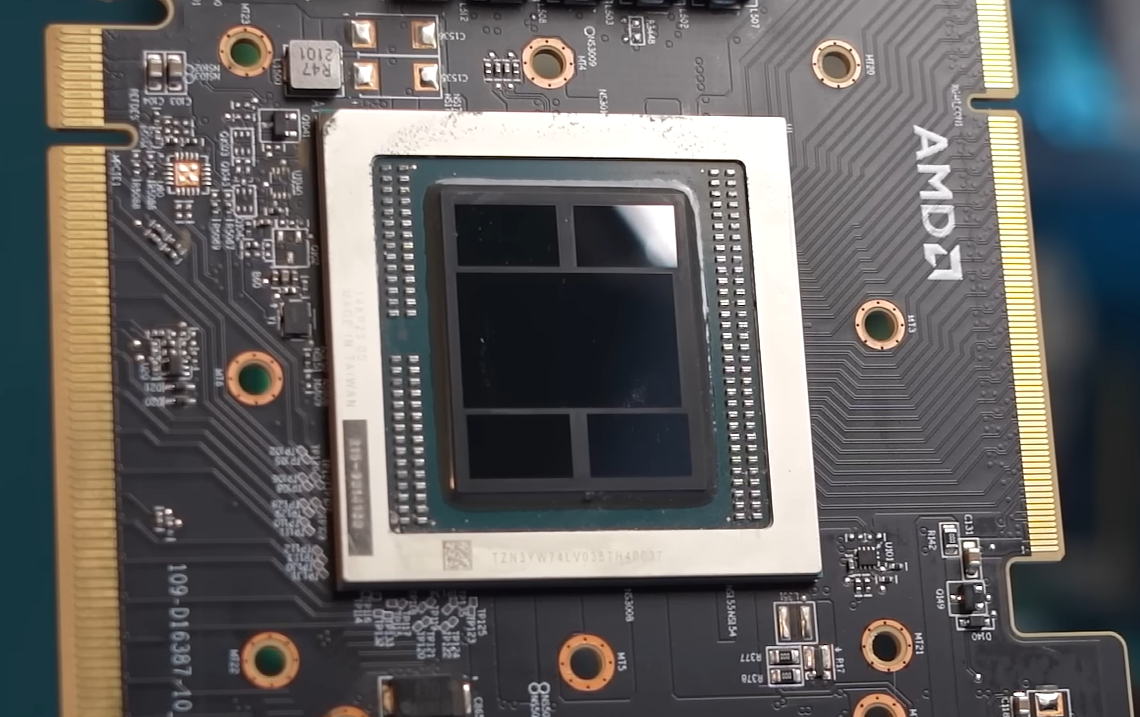
A GPU Vega 20 no Instinct MI50

| Modelo (Codinome)                   | Data de lançamento     | Arquitetura e Fab   | Transistores e Tamanho do die | Core                                                      | Core        | Taxa de preenchimento | Taxa de preenchimento | Poder de processamento (GFLOPS) | Poder de processamento (GFLOPS) | Poder de processamento (GFLOPS) | Memória      | Memória                 | Memória                      | Memória      | TBP                          | Interface de barramento |
| Modelo (Codinome)                   | Data de lançamento     | Arquitetura e Fab   | Transistores e Tamanho do die | Config                                                    | Clock (MHz) | Texture (GT/s)        | Pixel (GP/s)          | Half                            | Single                          | Double                          | Tamanho (GB) | Largura de banda (GB/s) | Tipo e largura do barramento | Clock (MT/s) | TBP                          | Interface de barramento |
| ----------------------------------- | ---------------------- | ------------------- | ----------------------------- | --------------------------------------------------------- | ----------- | --------------------- | --------------------- | ------------------------------- | ------------------------------- | ------------------------------- | ------------ | ----------------------- | ---------------------------- | ------------ | ---------------------------- | ----------------------- |
| Radeon Instinct MI6 (Polaris 10)    | 20 de junho de 2017    | GCN 4 GloFo 14LP    | 5.7×109 232 mm2               | 2304:144:32 36 CU                                         | 1120 1233   | 161.3 177.6           | 35.84 39.46           | 5.161 5.682                     | 5.161 5.682                     | 0.323 0.355                     | 16           | GDDR5 256-bit           | 224                          | 7000         | 150 W                        | PCIe 3.0 ×16            |
| Radeon Instinct MI8 (Fiji)          | 20 de junho de 2017    | GCN 3 TSMC 28 nm    | 8.9×109 596 mm2               | 4096:256:64 64 CU                                         | 1000        | 256.0                 | 64.00                 | 8.192                           | 8.192                           | 0.512                           | 4            | HBM 4096-bit            | 512                          | 1000         | 175 W                        | PCIe 3.0 ×16            |
| Radeon Instinct MI25 (Vega 10)      | 20 de junho de 2017    | GCN 5 GloFo 14LP    | 12.5×109 510 mm2              | 4096:256:64 64 CU                                         | 1400 1500   | 358.4 384.0           | 89.60 96.00           | 22.94 24.58                     | 11.47 12.29                     | 0.717 0.768                     | 16           | HBM2 2048-bit           | 484                          | 1890         | 300 W                        | PCIe 3.0 ×16            |
| Radeon Instinct MI50 (Vega 20)      | 18 de novembro de 2018 | GCN 5 TSMC N7       | 13.2×109 331 mm2              | 3840:240:64 60 CU                                         | 1450 1725   | 348.0 414.0           | 92.80 110.4           | 22.27 26.50                     | 11.14 13.25                     | 5.568 6.624                     | 16 32        | HBM2 4096-bit           | 1024                         | 2000         | 300 W                        | PCIe 4.0 ×16            |
| Radeon Instinct MI60 (Vega 20)      | 18 de novembro de 2018 | GCN 5 TSMC N7       | 13.2×109 331 mm2              | 4096:256:64 64 CU                                         | 1500 1800   | 384.0 460.8           | 96.00 115.2           | 24.58 29.49                     | 12.29 14.75                     | 6.144 7.373                     | 32           | HBM2 4096-bit           | 1024                         | 2000         | 300 W                        | PCIe 4.0 ×16            |
| AMD Instinct MI100 (Arcturus)       | 16 de novembro de 2020 | CDNA TSMC N7        | 25.6×109 750 mm2              | 7680:480:- 120 CU                                         | 1000 1502   | 480.0 721.0           | —                     | 122.9 184.6                     | 15.36 23.07                     | 7.680 11.54                     | 32           | HBM2 4096-bit           | 1228.8                       | 2400         | 300 W                        | PCIe 4.0 ×16            |
| AMD Instinct MI210 (Aldebaran)      | 22 de março de 2022    | CDNA 2 TSMC N6      | 28 x 109 ~770 mm2             | 6656:416:- 104 CU (1 × GCD)                               | 1000 1700   | 416.0 707.2           | —                     | 106.5 181.0                     | 13.31 22.63                     | 13.31 22.63                     | 64           | HBM2E 4096-bit          | 1638.4                       | 3200         | 300 W                        | PCIe 4.0 ×16            |
| AMD Instinct MI250 (Aldebaran)      | 8 de novembro de 2021  | CDNA 2 TSMC N6      | 58 x 109 1540 mm2             | 13312:832:- 208 CU (2 × GCD)                              | 1000 1700   | 832.0 1414            | —                     | 213.0 362.1                     | 26.62 45.26                     | 26.62 45.26                     | 2 × 64       | HBM2E 2 × 4096-bit      | 2 × 1638.4                   | 3200         | 500 W 560 W (Peak)           | PCIe 4.0 ×16            |
| AMD Instinct MI250X (Aldebaran)     | 8 de novembro de 2021  | CDNA 2 TSMC N6      | 58 x 109 1540 mm2             | 14080:880:- 220 CU (2 × GCD)                              | 1000 1700   | 880.0 1496            | —                     | 225.3 383.0                     | 28.16 47.87                     | 28.16 47.87                     | 2 × 64       | HBM2E 2 × 4096-bit      | 2 × 1638.4                   | 3200         | 500 W 560 W (Peak)           | PCIe 4.0 ×16            |
| AMD Instinct MI300A (Antares)       | 6 de dezembro de 2023  | CDNA 3 TSMC N5 & N6 | 146 x 109 1017 mm2            | 14592:912:- 228 CU (6 × XCD) (24 AMD Zen 4 x86 CPU cores) | 2100        | 912.0 1550.4          | —                     | 980.6 1961.2 (With Sparsity)    | 122.6                           | 61.3 122.6 (FP64 Matrix)        | 128          | HBM3 8192-bit           | 5300                         | 5200         | 550 W 760 W (Liquid Cooling) | PCIe 5.0 ×16            |
| AMD Instinct MI300X (Aqua Vanjaram) | 6 de dezembro de 2023  | CDNA 3 TSMC N5 & N6 | 153 x 109 1017 mm2            | 19456:1216:- 304 CU (8 × XCD)                             | 2100        | 1216.0 2062.1         | —                     | 1307.4 2614.9 (With Sparsity)   | 163.4                           | 81.7 163.4 (FP64 Matrix)        | 192          | HBM3 8192-bit           | 5300                         | 5200         | 750 W                        | PCIe 5.0 ×16            |

1. 1 2 3  Os valores de boost (se disponíveis) são indicados abaixo do valor base em itálico.
2. ↑  A taxa de preenchimento de textura é calculada como o número de Unidades de Mapeamento de Textura multiplicado pela velocidade do clock do núcleo base (ou de boost).
3. ↑  A taxa de preenchimento de pixels é calculada como o número de unidades de saída de renderização multiplicado pela velocidade do clock do núcleo base (ou de boost).
4. ↑  O desempenho de precisão é calculado a partir da velocidade do clock do núcleo base (ou de boost) com base em uma operação FMA.
5. ↑  Shaders Unificados: Unidades de Mapeamento de Textura: Unidades de Saída de Renderização e unidade de computação (CU)
6. ↑  GCD refere-se a um chip de computação gráfica. Cada GCD é uma peça diferente de silício.
7. ↑  As placas baseadas em CDNA 2.0 adotam um design usando dois chips no mesmo pacote. Elas são vinculadas com um link Infinity Fabric bidirecional de 400 GB/s. Os chips são endereçados como GPUs individuais pelo sistema host.